# Kościół św. Barbary w Będzinie
Kościół świętej Barbary – rzymskokatolicki kościół parafialny należący do dekanatu będzińskiego diecezji sosnowieckiej.
Obecna świątynia to otwarta w 1922 roku, przebudowana izba zborna biura kopalni "Ksawery" (zmienionej w 1875 roku na „Koszelew"), którą pobłogosławił w dniu 7 kwietnia 1935 roku biskup częstochowski Teodor Kubina.
Kościół w latach 1938-1987 był świątynią parafii pod wezwaniem świętej Barbary. Następnie w latach 1987-1989 był kościołem rektorskim nowej parafii pod wezwaniem Najświętszego Serca Pana Jezusa. Następnie od 1989 roku świątynia pełni ponownie funkcję kościoła parafialnego.
Dekretem Kongregacji ds. Kultu Bożego i Dyscypliny Sakramentów z dnia 25 października 2008 roku Stolica Apostolska zezwoliła na ozdobienie koronami czczonego w kościele obrazu Czarnej Madonny. Korony zostały poświęcone, dzięki staraniom księdza Stanisława Sarowskiego, przez Ojca Świętego Benedykta XVI w Rzymie, natomiast uroczyście obraz koronował w dniu 1 czerwca 2009 roku biskup sosnowiecki Grzegorz Kaszak. Od 31 stycznia 2010 roku świątynia posiada tytuł „świątyni afiliowanej", czyli złączonej w specjalny sposób z bazyliką Matki Bożej Śnieżnej (Santa Maria Maggiore) w Rzymie.